# 宇戸禎仁
宇戸 禎仁（うと さだひと）は、日本の生体工学者。工学博士（大阪大学）。大阪工業大学工学部生命工学科教授。日本液晶学会理事。第26回日本MRS年次大会シンポジウムB-1オーガナイザー。
専門は、生体工学（生体材料含む）・生体電子工学（バイオエレクトロニクス）、生体計測工学（Arduinoプログラミング含む）、バイオセンサ（生体情報含む）。

## 経歴
1997年大阪大学大学院工学研究科電子工学専攻博士後期課程修了、工学博士。ハーバード大学メディカルスクール客員研究員などを経て、1998年大阪工業大学工学部電気工学科講師。同学科助教授を経て、2002年電気電子システム工学科助教授。2008年生体医工学科准教授。2010年生命工学科准教授。2016年同学科教授を経て、2022年同学科長。　
主な所属学会は、日本生体医工学会、日本MRS、電気学会、日本液晶学会、日本醸造学会、応用物理学会。主な受賞は、電気関係学会関西支部連合大会実行委員会奨励賞。

## 主な研究
- 培養筋肉のバイオセンサ・医工学応用の研究
- 電気探査法による生体計測の模擬実験
- 植物由来のセルロースを利用した液晶
- 強磁場下でのニホンコウジカビの培養
- 燃料電池を利用した脱酸素装置の開発

主な国際会議での発表は、IUMRS-ICAM 2017：「Characteristics of Biofuel Cells using Conducting Polymers for Catalysis」など。
生命工学の対外啓蒙活動として、高校生が先端研究に触れる機会創出プロジェクトである「サイエンスキャッスル」2013、「大阪サイエンスデイ」2017講演や、松山中央高校での出張講義(2018)、常翔学園高等学校ガリレオプラン指導(2020)などを行っている。
また、日本学術振興会主催「バイオエレクトロニクスと有機ナノ技術がもたらす環境保全に関する日印セミナー」2011で生体材料の講師を務め、インドとの学術交流に貢献している。